# Superfast! – Haláli iramban
A Superfast! – Haláli iramban (eredeti cím: Superfast!)  egy 2015-ben bemutatott amerikai vígjáték, melynek rendezője, forgatókönyvírója és producere Aaron Seltzer és Jason Friedberg. Költségvetése 20 000 000 dollár volt. A film a Halálos iramban című mozifilmek paródiája.

## Cselekmény
Lucas White egy zsaru, és azt a megbízatást kapja, hogy olvadjon be Vin Serento csapatába, és találjon bizonyítékot ellene, hogy le lehessen csukni.

## Szereplők
| Színész             | Szerep                | Magyar hang         |
| ------------------- | --------------------- | ------------------- |
| Alex Ashbaugh       | Lucas White           | Karácsonyi Zoltán   |
| Dale Pavinski       | Vin Serento           | Szabó Győző         |
| Lili Mirojnick      | Jordana               | Sipos Eszter Anna   |
| Dio Johnson         | Johnson               | Varga Rókus         |
| Daniel Booko        | Curtis                | Pál András          |
| Shantel Wislawski   | Julie Canaro          | Sallai Nóra         |
| Joseph Julian Soria | Cesar                 | Renácz Zoltán       |
| Gonzalo Menendez    | Hanover nyomozó       | Barabás Kiss Zoltán |
| Omar Chaparro       | Juan Carlos de la Sol | Kárpáti Levente     |
| Amin Joseph         | Dre                   | Szűcs Sándor        |
| Chris Pang          | Menő ázsiai férfi     | Szűcs Péter Pál     |
| Luis Chávez         | Hector                | Takátsy Péter       |

## Értékelések
Az IMDb-n  4,0/10, 6 313 szavazat alapján. A Metacritic oldalán 4,9/10, 16 szavazat alapján. A Rotten Tomatoes-on 18%, 485 szavazat alapján.